# Mormopterus minutus
Espèce
Statut de conservation UICN

 VU  : Vulnérable
Mormopterus minutus est une espèce de chauves-souris américaine de la famille des Molossidae.

## Description
Mormopterus minutus a une longueur totale du corps de 71 mm. La fourrure est courte et dense, avec des poils individuels d'environ 3 mm de long. Le visage manque de fourrure à l'exception d'une couche clairsemée de poils fins. Les membranes des ailes des deux côtés du corps sont fourrées près de l'abdomen. L'uropatagium a des poils des deux côtés. Son avant-bras mesure environ 30 mm de long. Ses oreilles sont petites et pointues aux extrémités. Le tragus est court, 4 mm.

## Répartition
Mormopterus minutus est la seule espèce de chauve-souris endémique de Cuba. Des spécimens furent collectés à Trinidad, ainsi que dans les municipalités d'Omaja et Guaro (près de Guatemala).

## Taxonomie
L'espèce est décrite par Gerrit Smith Miller, Jr en 1899 et initialement placée dans le genre Nyctinomus. L'holotype de cette espèce est un spécimen masculin collecté par Frank Michler Chapman. Miller note que Chapman avait identifié ce spécimen comme Nyctinomus brasiliensis dans un article antérieur. En 1907, Miller classe cette espèce dans le genre Mormopterus.
Le genre Mormopterus est ensuite divisé en groupe d'espèces, où les membres du genre sont en fonction de leur degré de parenté. La Mormopterus minutus est placée dans le groupe kalinowskii, qui contient également les espèces suivantes :
- Mormopterus kalinowskii
- Mormopterus phrudus.

En 1911, Glover Morrill Allen émet l'hypothèse que l'ancêtre Mormopterus minutus est originaire d'Amérique centrale et s'est dispersé à Cuba par le biais du pont terrestre du Yucatan, qui n'existe plus. Cette hypothèse est reprise par Karl Koopman en 1989.

## Comportement

### Alimentation
Mormopterus minutus est insectivore, localisant les insectes en vol à l'aide de l'écholocation. Cette espèce a la capacité de changer son style d'écholocation en fonction de l'environnement dans lequel elle se trouve. Le parasite Ochoterenatrema breckenridgei, un trématode de l'ordre des Plagiorchiida, fut trouvé dans son tube digestif. Ochoterenatrema breckenridgei utilise les moustiques comme hôte intermédiaire ; lorsque les chauves-souris mangent les moustiques, les parasites peuvent devenir des adultes dans leurs intestins.

### Habitation
La chauve-souris est commune dans les habitats forestiers subtropicaux et tropicaux. Pendant la journée, elle se perche dans le palmier Copernicia gigas et dans des structures artificielles. Elle partage parfois sa cachette avec Eumops glaucinus. Elle est considérée comme vulnérable en raison de la destruction de son habitat naturel.